# 野毛Junk
野毛Junk（のげじゃんく）は、Jazz Live House。
横浜市中区の野毛（桜木町駅の「みなとみらい」の丁度、反対側に位置する繁華街）に有る。
オーナーは兼永陽一郎。ギタリスト。
ミュージックチャージ無しで、プロのみの出演で、飲食代からギャラも捻出している店。
2007年10月に創立。

## 概要
Liveは、水～土曜日は必ず行っており、出演はプロ・ミュージシャン。
定休日は、毎週火曜日。
営業時間はPm７時～１２時
Liveは、１st・Pm8:00～9:00　２nd・9:30～10:30
住所は、神奈川県横浜市中区野毛町２－７７　ニックハイムリビュレット野毛　１０４－２Ｆ